# Yaren
Yaren, hay trước đây còn gọi là Makwa/Moqua, là một quận và cũng là một đơn vị bầu cử ở Nauru, một quốc đảo Thái Bình Dương. Đây là thủ đô trên thực tế của Nauru.

## Địa lý
Yaren nằm ở phía nam của hòn đảo Nauru. Diện tích là 1,5 km², dân số năm 2003 là 1,100. Phía bắc Yaren là quận Buada, phía đông là quận Meneng và phía tây là quận Boe.

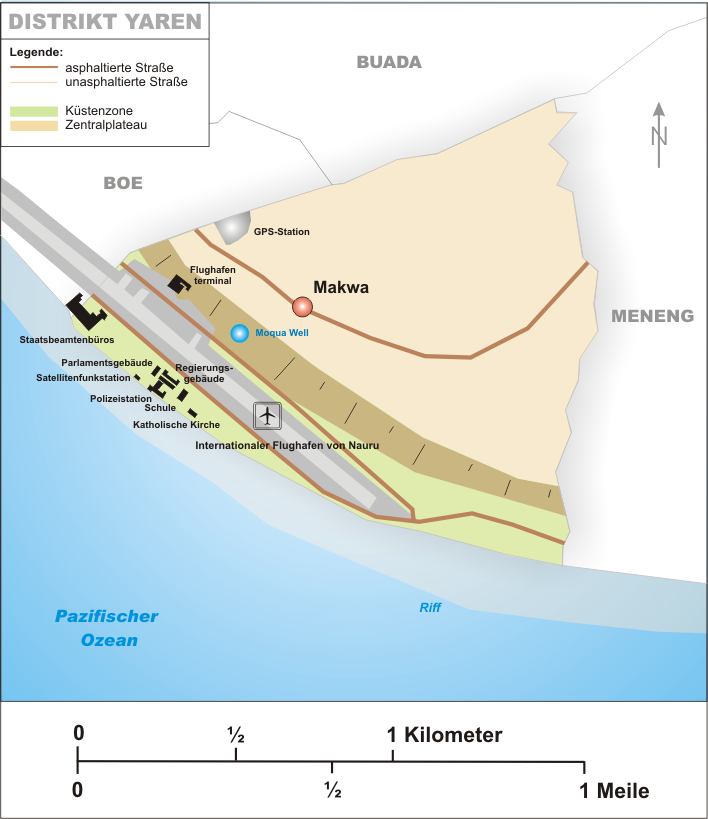
Bản đồ Yaren

## Vị thế
Các cơ quan chính phủ sau được đặt tại Yaren:
- Tòa nhà Quốc hội
- Văn phòng Chính phủ Quốc gia
- Trụ sở Cảnh sát Quốc gia
- Sân vận động Quốc gia
- Sân bay quốc tế Nauru